# 제시 넬슨 (가수)
제시 넬슨(Jesy Nelson, 1991년 6월 14일 ~ )은 잉글랜드의 가수이다. 걸 그룹 리틀 믹스의 전직 구성원으로, 2011년에서 2020년까지 멤버로 활동했다. 2021년 10월, 솔로 데뷔 싱글 "Boyz"를 발매했다.

## 생애
1991년 6월 14일에서 태어나 런던 롬파드에서 성장했다. 아버지는 존 넬슨, 어머니는 재니스 화이트이다. 언니 제이드와 조셉, 조나단이라는 형제 2명이 있다. 조 리차드슨 커뮤니티 스쿨(Jo Richardson Community School)과 앱스 크로스 아카데미·아트 콜리지(Abbs Cross Academy and Arts College)를 다녔다. 연극과 음악에 열의있는 학생이었다고 한다. 이후 실비아 영 연극 학교(Sylvia Young Theatre School)에서 공부했다.

## 사생활
2014년, 밴드 릭스턴의 리드 싱어 제이크 로체와 교제를 시작해 2015년 7월 19일 약혼을 맺었다.
리틀믹스 활동 시절부터 블랙 피싱은 많이 언급되었지만 논란으로 이어지지는 않았다. 하지만 리틀믹스를 탈퇴하고 솔로 활동의 데뷔곡인 [Boys]의 뮤직비디오에서 이전 활동보다 피부가 더 어두워지고 흑인들이 쓰는 악센트까지 쓰면서 논란으로 이어졌다. 논란이 더 불을 지피게 된 것은 2021년 10월, 제시의 인스타그램 라이브 방송부터 시작이 되었는데 방송에서 제시는 리엔이 블랙피싱을 지적했고 이로 인해 괴롭힘을 당했다는 이야기를 했다. 인스타그램 라이브를 합동으로 진행하던 니키 미나즈도 가세하여 “리엔의 이런 행동은 제시를 질투했기 때문”이라는 주장을 펼쳤다. 그렇지만 제시의 주장이나 증거는 다 존재하지 않거나 허위 혹은 주장이났다. 제시는 이 일로 인해 많은 질타와 비난을 받게 되었다.